# SuperDraft de la MLS 2004
El SuperDraft de 2004, fue el 5° evento de este tipo par la Major League Soccer, se llevó a cabo el 16 de enero en Charlotte, Carolina del Norte, consto de seis rondas para un total de 60 jugadores seleccionados.

## Primera Ronda
|  | Miembro de Proyecto-40 |

| N.º | Jugador          | Equipo de la MLS                                             | Universidad/Proyecto/Club                | Posición       | Imagen |
| --- | ---------------- | ------------------------------------------------------------ | ---------------------------------------- | -------------- | ------ |
| 1   | Freddy Adu       | D.C. United (desde Dallas Burn)                              | Proyecto-40                              | Delantero      |        |
| 2   | Chad Marshall    | Columbus Crew                                                | Universidad Stanford                     | Defensa        |        |
| 3   | Joseph Ngwenya   | Los Angeles Galaxy                                           | Universidad de Costa de Carolina         | Delantero      |        |
| 4   | Matt Taylor      | Kansas City Wizards (desde D.C. United vía Dallas Burn)      | Universidad de California en Los Ángeles | Delantero      |        |
| 5   | Ryan Cochrane    | San Jose Earthquakes (desde Colorado Rapids)                 | Universidad de Santa Clara               | Defensa        |        |
| 6   | Ramón Núñez      | Dallas Burn (desde MetroStars vía Los Angeles Galaxy)        | Universidad Metodista del Sur            | Centrocampista |        |
| 7   | Clarence Goodson | Dallas Burn (desde Kansas City Wizards)                      | Universidad de Maryland                  | Defensa        |        |
| 8   | Clint Dempsey    | New England Revolution                                       | Universidad Furman                       | Centrocampista |        |
| 9   | Scott Buete      | Chicago Fire (desde Chicago Fire vía New England Revolution) | Universidad de Maryland                  | Centrocampista |        |
| 10  | Steve Cronin     | San Jose Earthquakes                                         | Universidad de Santa Clara               | Portero        |        |

## Segunda Ronda
|  | Miembro de Proyecto-40 |

| N.º | Jugador         | Equipo de la MLS                                                       | Universidad/Proyecto/Club                | Posición       | Imagen |
| --- | --------------- | ---------------------------------------------------------------------- | ---------------------------------------- | -------------- | ------ |
| 11  | Leonard Griffin | Chicago Fire (desde Dallas Burn vía Los Angeles Galaxy vía MetroStars) | Universidad de California en Los Ángeles | Defensa        |        |
| 12  | Chris Wingert   | Columbus Crew                                                          | Universidad de San Juan                  | Defensa        |        |
| 13  | Josh Gardner    | Los Angeles Galaxy                                                     | Universidad de Cincinnati                | Centrocampista |        |
| 14  | Ned Grabavoy    | Los Angeles Galaxy (desde D.C. United vía Chicago Fire)                | Universidad de Indiana Bloomington       | Centrocampista |        |
| 15  | Adolfo Gregorio | Colorado Rapids                                                        | Universidad de California en Los Ángeles | Centrocampista |        |
| 16  | Adrian Cann     | Colorado Rapids (desde MetroStars vía Columbus Crew)                   | Universidad de Louisville                | Defensa        |        |
| 17  | Will Hesmer     | Kansas City Wizards                                                    | Universidad de Wake Forest               | Portero        |        |
| 18  | Seth Stammler   | MetroStars (desde New England Revolution vía Chicago Fire )            | Universidad de Maryland                  | Defensa        |        |
| 19  | Matt Pickens    | Chicago Fire                                                           | Universidad Estatal de Misuri            | Portero        |        |
| 20  | Sumed Ibrahim   | Chicago Fire (desde San Jose Earthquakes)                              | Universidad de Maryland                  | Centrocampista |        |

## Tercera Ronda
|  | Miembro de Proyecto-40 |

| N.º | Jugador          | Equipo de la MLS                                          | Universidad/Proyecto/Club                  | Posición       | Imagen |
| --- | ---------------- | --------------------------------------------------------- | ------------------------------------------ | -------------- | ------ |
| 21  | Zach Wells       | MetroStars (desde Dallas Burn)                            | Universidad de California en Los Ángeles   | Portero        |        |
| 22  | Memo Arzate      | Los Angeles Galaxy (desde Columbus Crew)                  | Universidad de California en Santa Bárbara | Centrocampista |        |
| 23  | Jeremiah White   | New England Revolution (desde Los Angeles Galaxy)         | Universidad de Wake Forest                 | Delantero      |        |
| 24  | Kevin Ara        | D.C. United (desde D.C. United vía Kansas City Wizards)   | Universidad de Harvard                     | Centrocampista |        |
| 25  | Kevin Taylor     | Colorado Rapids (desde Colorado Rapids vía Columbus Crew) | Universidad de Míchigan                    | Defensa        |        |
| 26  | Oliver Occéan    | MetroStars                                                | Universidad Estatal del Sur de Connecticut | Delantero      |        |
| 27  | Mike Wilson      | San Jose Earthquakes (desde Kansas City Wizards)          | Universidad Stanford                       | Centrocampista |        |
| 28  | Khari Stephenson | Chicago Fire (desde New England Revolution)               | Williams College                           | Centrocampista |        |
| 29  | Ty Maurin        | Dallas Burn (desde Chicago Fire)                          | Universidad de California en Los Ángeles   | Centrocampista |        |
| 30  | Lindon Pecorelli | San Jose Earthquakes                                      | Universidad de Connecticut                 | Centrocampista |        |

## Cuarta Ronda
|  | Miembro de Proyecto-40 |

| N.º | Jugador         | Equipo de la MLS                            | Universidad/Proyecto/Club                  | Posición       | Imagen |
| --- | --------------- | ------------------------------------------- | ------------------------------------------ | -------------- | ------ |
| 31  | David Wagenfuhr | Dallas Burn                                 | Universidad Creighton                      | Defensa        |        |
| 32  | Jamal Sutton    | Columbus Crew                               | Universidad Estatal de Misuri              | Delantero      |        |
| 33  | David McGill    | Los Angeles Galaxy                          | Universidad de California en Santa Bárbara | Centrocampista |        |
| 34  | Josh Gros       | D.C. United                                 | Universidad Rutgers                        | Centrocampista |        |
| 35  | Kevin Richards  | Colorado Rapids                             | Universidad de Notre Dame                  | Defensa        |        |
| 36  | Michael Bradley | MetroStars                                  | Proyecto-40                                | Centrocampista |        |
| 37  | Jay Alberts     | Kansas City Wizards                         | Universidad Yale                           | Centrocampista |        |
| 38  | Denny Clanton   | Chicago Fire (desde New England Revolution) | Universidad de Dayton                      | Defensa        |        |
| 39  | Phil Hucles     | Chicago Fire                                | College of William and Mary                | Defensa        |        |
| 40  | Marin Pusek     | San Jose Earthquakes                        | Universidad de Alabama en Birmingham       | Centrocampista |        |

## Quinta Ronda
|  | Miembro de Proyecto-40 |

| N.º | Jugador          | Equipo de la MLS                                   | Universidad/Proyecto/Club          | Posición       | Imagen |
| --- | ---------------- | -------------------------------------------------- | ---------------------------------- | -------------- | ------ |
| 41  | Adom Crew        | Columbus Crew (desde Dallas Burn)                  | Universidad Brown                  | Centrocampista |        |
| 42  | Lucas Vercollone | Columbus Crew                                      | Universidad Seton Hall             | Centrocampista |        |
| 43  | Jason Perry      | Los Angeles Galaxy                                 | Universidad de Oakland             | Defensa        |        |
| 44  | Kevin Hudson     | D.C. United                                        | Universidad Metodista del Sur      | Centrocampista |        |
| 45  | Gary Sullivan    | Colorado Rapids                                    | Universidad Adelphi                | Defensa        |        |
| 46  | Johnny David     | MetroStars                                         | Universidad Fairleigh Dickinson    | Centrocampista |        |
| 47  | Justin Detter    | Kansas City Wizards                                | Universidad de Notre Dame          | Delantero      |        |
| 48  | Ryan Barber      | Kansas City Wizards (desde New England Revolution) | Universidad de Misuri-Kansas City  | Centrocampista |        |
| 49  | Ian Pilarski     | Chicago Fire                                       | Universidad Cornell                | Centrocampista |        |
| 50  | Tighe Dombrowski | San Jose Earthquakes                               | Universidad de Wisconsin-Milwaukee | Centrocampista |        |

## Sexta Ronda
|  | Miembro de Proyecto-40 |

| N.º | Jugador        | Equipo de la MLS                               | Universidad/Proyecto/Club                     | Posición       | Imagen |
| --- | -------------- | ---------------------------------------------- | --------------------------------------------- | -------------- | ------ |
| 51  | Ryan McGowan   | Chicago Fire (desde Dallas Burn)               | Universidad Seton Hall                        | Centrocampista |        |
| 52  | Mateo Haefner  | Columbus Crew                                  | Universidad de Pensilvania                    | Portero        |        |
| 53  | Alan Gordon    | Los Angeles Galaxy                             | Universidad Estatal de Oregón                 | Delantero      |        |
| 54  | Edwin Miranda  | Dallas Burn (desde D.C. United)                | Universidad Estatal de California, Northridge | Centrocampista |        |
| 55  | John Pulido    | Colorado Rapids                                | Universidad Internacional de Florida          | Centrocampista |        |
| 56  | Félix Brillant | New England Revolution (desde MetroStars)      | Universidad Franklin Pierce                   | Delantero      |        |
| 57  | Chris Aloisi   | Los Angeles Galaxy (desde Kansas City Wizards) | Universidad de Siracusa                       | Centrocampista |        |
| 58  | Andy Dorman    | New England Revolution                         | Universidad de Boston                         | Centrocampista |        |
| 59  | Tony McManus   | Chicago Fire                                   | Universidad de Alabama en Birmingham          | Centrocampista |        |
| 60  | Jeff Parke     | MetroStars (desde San Jose Earthquakes)        | Universidad Drexel                            | Centrocampista |        |

## Selecciones por Posición
| Ronda   | Portero | Defensa | Mediocampista | Delantero | Totales |
| ------- | ------- | ------- | ------------- | --------- | ------- |
| Primera | 1       | 3       | 3             | 3         | 10      |
| Segunda | 2       | 4       | 4             | 0         | 10      |
| Tercera | 1       | 2       | 6             | 1         | 10      |
| Cuarta  | 0       | 4       | 5             | 1         | 10      |
| Quinta  | 0       | 3       | 6             | 1         | 10      |
| Sexta   | 1       | 4       | 3             | 2         | 10      |
| Totales | 5       | 20      | 27            | 8         | 60      |